# Gilbert Shelton

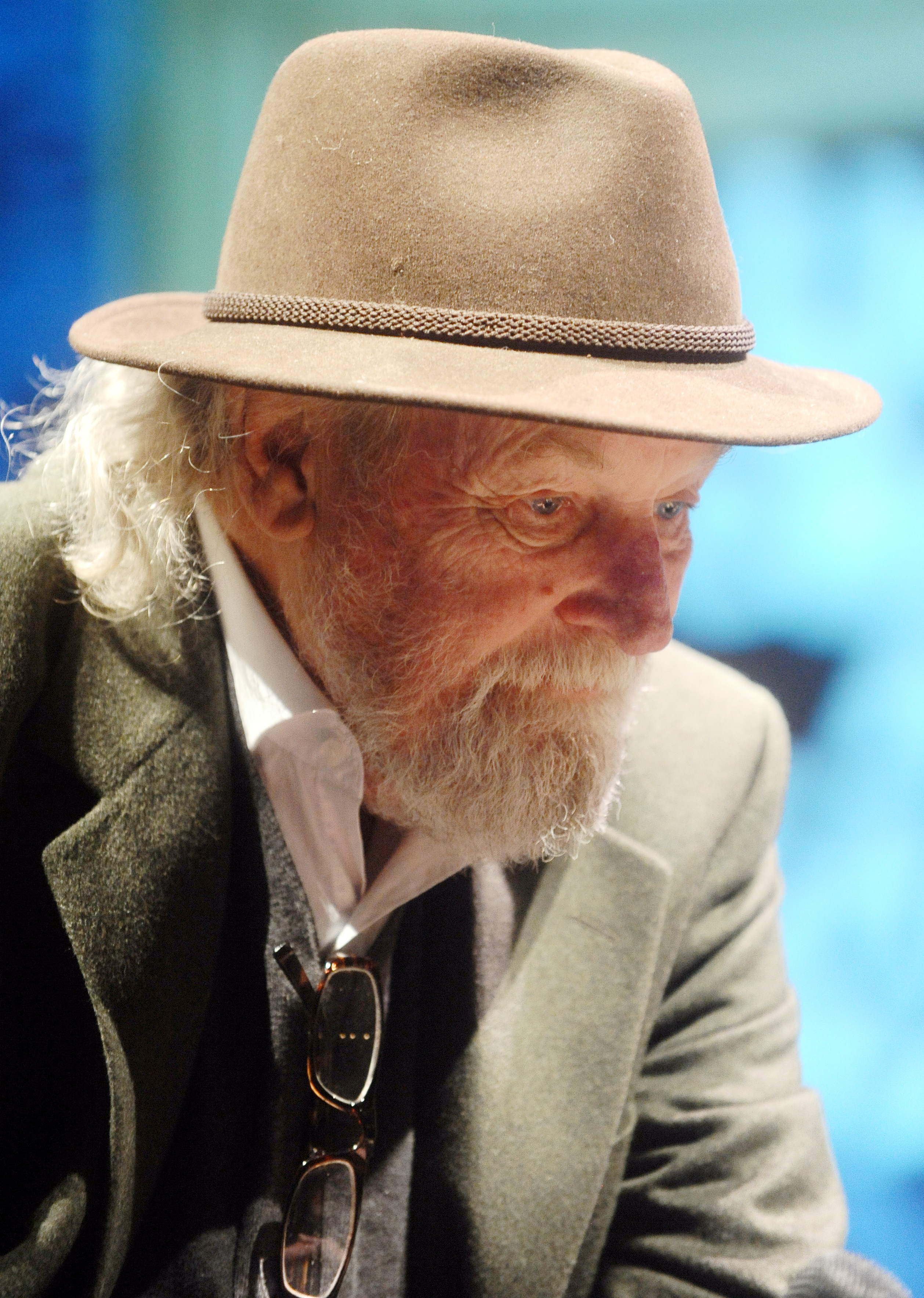
Gilbert Shelton (2014)

Gilbert Shelton (* 31. Mai 1940 in Houston, Texas) ist ein US-amerikanischer Comiczeichner und neben Robert Crumb der wichtigste Vertreter der amerikanischen Underground Comix. Seine bekannteste Reihe ist The Fabulous Furry Freak Brothers. Seit Mitte der 1980er Jahre lebt er in Frankreich.

## Leben und Wirken
Gilbert Shelton studierte an der Washington and Lee University, der Texas A&M University und der University of Texas at Austin, wo er 1961 seinen Bachelor in Sozialwissenschaften machte. Seine ersten Cartoons erschienen im texanischen Magazin The Texas Ranger.
Direkt danach arbeitete er für kurze Zeit als Redakteur eines Automagazins in New York City. 1961 begann er, an seiner Comicserie Wunderwarzenschwein (Wonder Wart-Hog), einer Superman-Parodie, zu arbeiten. Im folgenden Jahr zog er zurück nach Texas und besuchte eine Graduate School. Die ersten Folgen des Wunderwarzenschweines erschienen im Frühjahr 1962 im Bacchanal, einem kurzlebigen College-Magazin. Danach wurde er Editor bei The Texas Ranger und veröffentlichte weitere Geschichten um das Wunderwarzenschwein.
Danach wechselte er an eine Kunstschule, wo er Janis Joplin kennenlernte. Für den Militärdienst wurde er untauglich erklärt, da er zugab, psychedelische Drogen zu konsumieren. Von 1964 bis 1965 lebte er in Cleveland. Danach wurde er Art Director bei The Vulcan Gas Company in Austin und entwarf zahlreiche Poster. Im Sommer 1968 zog er nach San Francisco.
Seine bekannteste Comicserie, The Fabulous Furry Freak Brothers, zeichnet er seit 1968, 1969 folgte Fat Freddys Kater (Fat Freddy’s Cat). Obwohl sie von keinem großen Verlag unterstützt wurde, erreichten die beiden Serien hohe Auflagen in vielen Ländern. Erstveröffentlichungen in Europa publizierte Urban Gwerder in seiner Zeitschrift Hotcha.
Seit Mitte der 1980er Jahre lebt er in Paris und der Bourgogne. Seit Ende der 1990er Jahre publiziert er nur noch selten. 2005 erschien ein neuer Wunderwarzenschwein-Comic (Zap Comix #15, 2005). Seine letzte Arbeit Not Quite Dead, erschienen u. a. im Rip Off Comix #25, machte er gemeinsam mit dem französischen Cartoonisten PIC.
Gilbert Shelton ist mit dem deutschen Comiczeichner Gerhard Seyfried befreundet, mit dem er auch des Öfteren zusammenarbeitete, unter anderem zeichneten sie Phineas’ Big Show; zusammen mit Paul Mavrides illustrierte Shelton eine Seite in Seyfrieds Flucht aus Berlin.